# Saga Ruby
 (mai 2013).
Si vous disposez d'ouvrages ou d'articles de référence ou si vous connaissez des sites web de qualité traitant du thème abordé ici, merci de compléter l'article en donnant les références utiles à sa vérifiabilité et en les liant à la section « Notes et références ».
Le Saga Ruby est un navire de croisière construit en 1973 aux chantiers Swan Hunter de Tyne and Wear pour la Norwegian America Line (en). Il est mis en service le 22 mai 1973 sous le nom de Vistafjord. À la suite de la fusion de la Norwegian America Line (en) avec la Cunard Line en 1983, il change de pavillon, puis est renommé Caronia en 1999 afin d'avoir un nom dans la lignée des autres navires de la Cunard Line. En 2004, il devient la propriété de Saga Cruises (en), subit une rénovation et devient le Saga Ruby. En 2014, il est vendu à Millenium View Ltd qui prévoit de le transformer en hôtel flottant en Birmanie, mais le projet échoue et, en mars 2017, il est vendu pour être détruit en Inde.

## Histoire

### Concept et construction
Le Vistafjord a été construit en 1973 par les chantiers Swan Hunter de Tyne and Wear pour la compagnie Norwegian America Line (en). Ses plans sont fortement inspirés de ceux du paquebot Sagafjord, construit en 1965 par les Forges et Chantiers de la Méditerranée de La Seyne-sur-Mer pour la même compagnie. Les différences notables sont une coque plus large, des ponts supplémentaires et un aménagement intérieur amélioré. Les deux navires ne furent pas construits par les mêmes chantiers car la construction du Sagafjord entraîna la faillite des Forges et Chantiers de la Méditerranée.

### Service

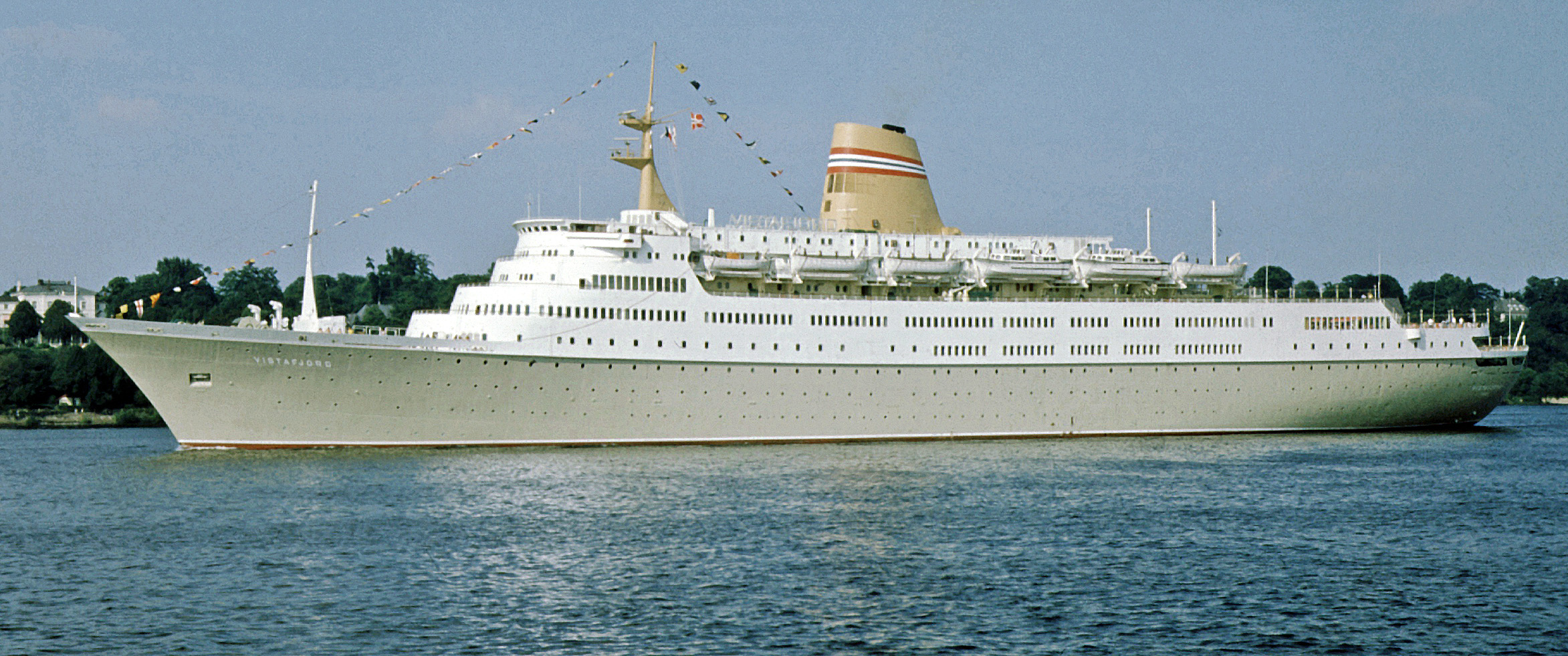
Le Caronia quittant Hambourg 1973

Le 15 mai 1973, le Vistafjord est remis à ses propriétaires et entame sa croisière inaugurale entre Oslo et New York une semaine plus tard. Après cette traversée, il effectue des croisières dans les Bahamas au départ de New York.

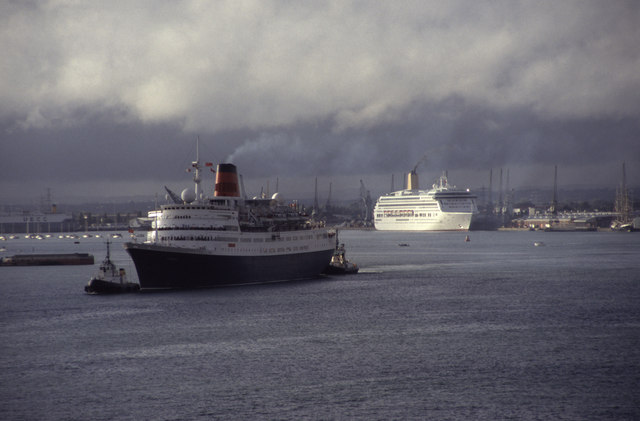
Le Caronia quittant Southampton

En 1983, la Norwegian America Line (en) fusionne avec la Cunard Line. Le navire garde son nom et sa coque grise, mais délaisse le pavillon norvégien au profit du bahaméen et sa cheminée est repeinte aux couleurs de la Cunard Line. En outre, ses officiers restent norvégien. En 1999, le Vistafjord est renommé Caronia afin d'avoir un nom dans la lignée des autres navires de la compagnie. Il passe sous pavillon du Royaume-Uni.
En novembre 2004, le Caronia est vendu à la compagnie Saga Cruises (en), déjà propriétaire du Sagafjord. Le navire reçoit une rénovation à La Valette et reprend du service en mars 2005 en arborant une coque noire avec une cheminée jaune et noire ainsi qu'un nouveau nom, Saga Ruby.
En 2014, il est retiré du service et vendu à la compagnie Millenium View Ltd qui prévoit de le transformer en hôtel en Birmanie sous le nom d′Oasia, mais le projet échoue et, en mars 2017, il est vendu pour être détruit en Inde.

Le navire apparait dans la saison 1 épisode 14 - Compte à rebours - de MacGyver (1985)